# Gymnothorax moringa
'Gymnothorax moringa' es una especie de peces de la familia de los morénidas en el orden de los Anguilliformes.

## Morfología
Los machos pueden llegar a alcanzar los 200 cm de longitud total.

## Distribución geográfica
Se encuentra en el Atlántico occidental (desde el este de Estados Unidos y Bermuda hasta el Brasil, incluyendo el Golfo de México y el Mar Caribe) y el Atlántico oriental (Santa Helena ).